# Forteresse de Brunella
La forteresse de Brunella (en italien : Fortezza della Brunella), est une imposante fortification de style Renaissance située dans le hameau de Gragnola, une frazione de la commune d'Aulla, dans la province de Massa-Carrara en Toscane,.
La forteresse, qui doit son nom à la couleur particulière de la roche sur laquelle elle se dresse, domine Aulla et le confluent du fleuve Magra et du torrent Aulella, dans la région historique de la Lunigiana Il a appartenu à l'une des branches de la Malaspina dello Spino Fiorito.

## Historique
La seule source écrite relative à Brunella remonte à 1553, lorsque la forteresse était déjà pleinement opérationnelle. Il y a de bonnes raisons d'affirmer qu'elle a remplacé une ancienne forteresse médiévale, alors qu'il existe trois hypothèses concernant sa mise en service.
- La première hypothèse voit en Jean des Bandes Noires l'acheteur du fief aux Malaspina en 1522 ; les spécialistes de l'architecture militaire ont reconnu dans la structure le signe architectural d'Antonio da Sangallo le Vieux, dont la sphère culturelle semblerait plus proche de celle de Giovanni de' Medici.
- La deuxième hypothèse verrait l'œuvre remonter à la fin du XVe siècle par Jacopo Ambrogio Malaspina, marquis d'Aulla.
- Une troisième hypothèse fait référence à Adamo Centurione (it), un homme d'affaires génois qui acheta le fief en 1543.

La forteresse resta la possession des Centurione jusqu'au début du XVIIIe siècle, date à laquelle, pendant la guerre de Succession d'Espagne, elle fut occupée par les Franco-Espagnols dont les Centurione étaient partisans. En 1716, le Saint-Empire romain germanique déclara la confiscation des fiefs d'Aulle de Luigi Centurione, qui furent attribués à Alessandro Malaspina de Podenzana.
Le 24 décembre 1733, pendant la guerre de Succession de Pologne, la forteresse fut conquise par les troupes espagnoles débarquées à La Spezia et commandées par le napolitain Francesco d'Eboli, duc de Castropignano, après trois semaines de siège au cours desquelles elle fut défendu par une garnison au service des seigneurs féodaux locaux. Elle resta en possession des Espagnols jusqu'en 1737, date à laquelle elle fut restituée au marquis de Podenzana à la suite d'accords entre l'empereur Charles VI et Philippe V d'Espagne.
Vers 1860, le complexe fut vendu à des particuliers puis revendu en 1920 à deux époux britanniques : la journaliste Lina Duff Gordon et le peintre Aubrey Waterfield, qui transformèrent la forteresse en leur résidence.
En 1977, la forteresse fut acquise par l'État italien, qui la confia à son tour à la municipalité d'Aulla, en la désignant comme siège du musée d'histoire naturelle de la Lunigiana.

## Description
La forteresse se présente comme un puissant édifice de plan carré, entouré de douves profondes, avec quatre grandes tours d'angle rectangulaires.
La face extérieure de l'imposante muraille est constituée de pierre provenant de la colline sur laquelle se dresse la forteresse et semble correspondre à une rénovation d'une ancienne forteresse. Comme dans toutes les forteresses de l'époque, on note les rénovations nécessaires à la diffusion des armes à feu à partir du XVIe siècle, avec la démolition des tours médiévales et la création d'espaces pour canonnières et de meurtrières à fusils. L'accès à la cour intérieure se faisait par un pont-levis, remplacé plus tard par un pont en maçonnerie.

## Galerie

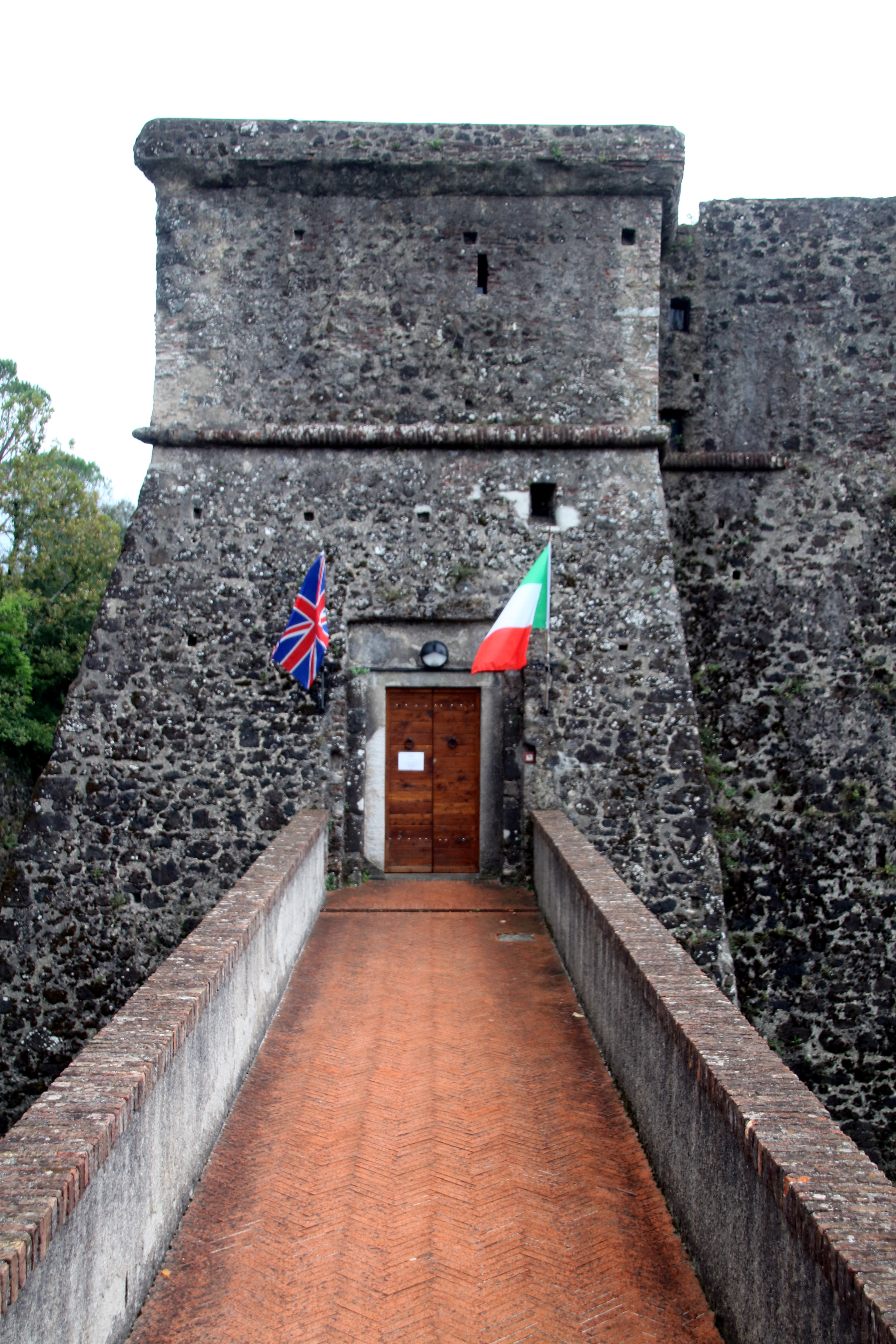
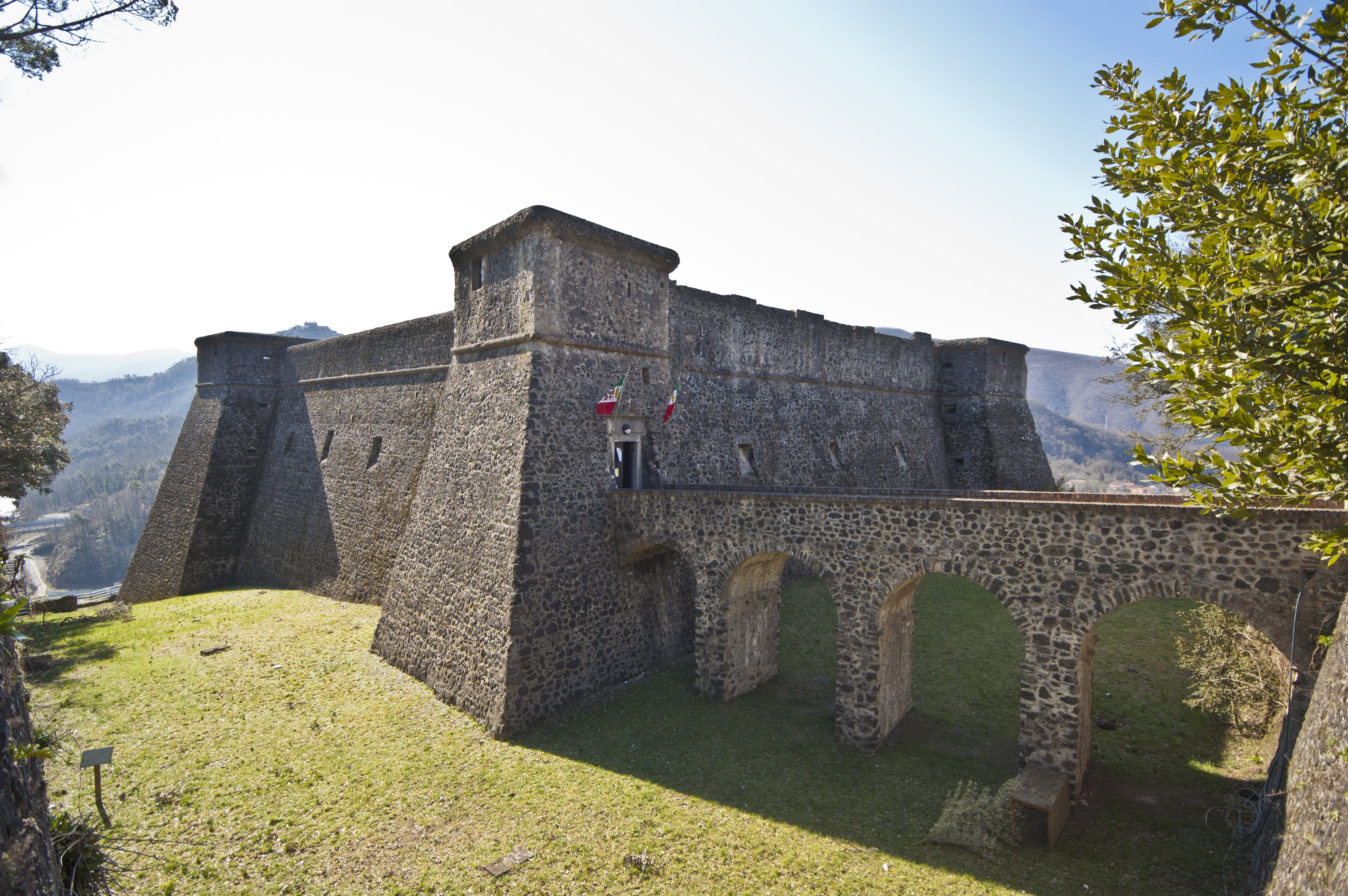
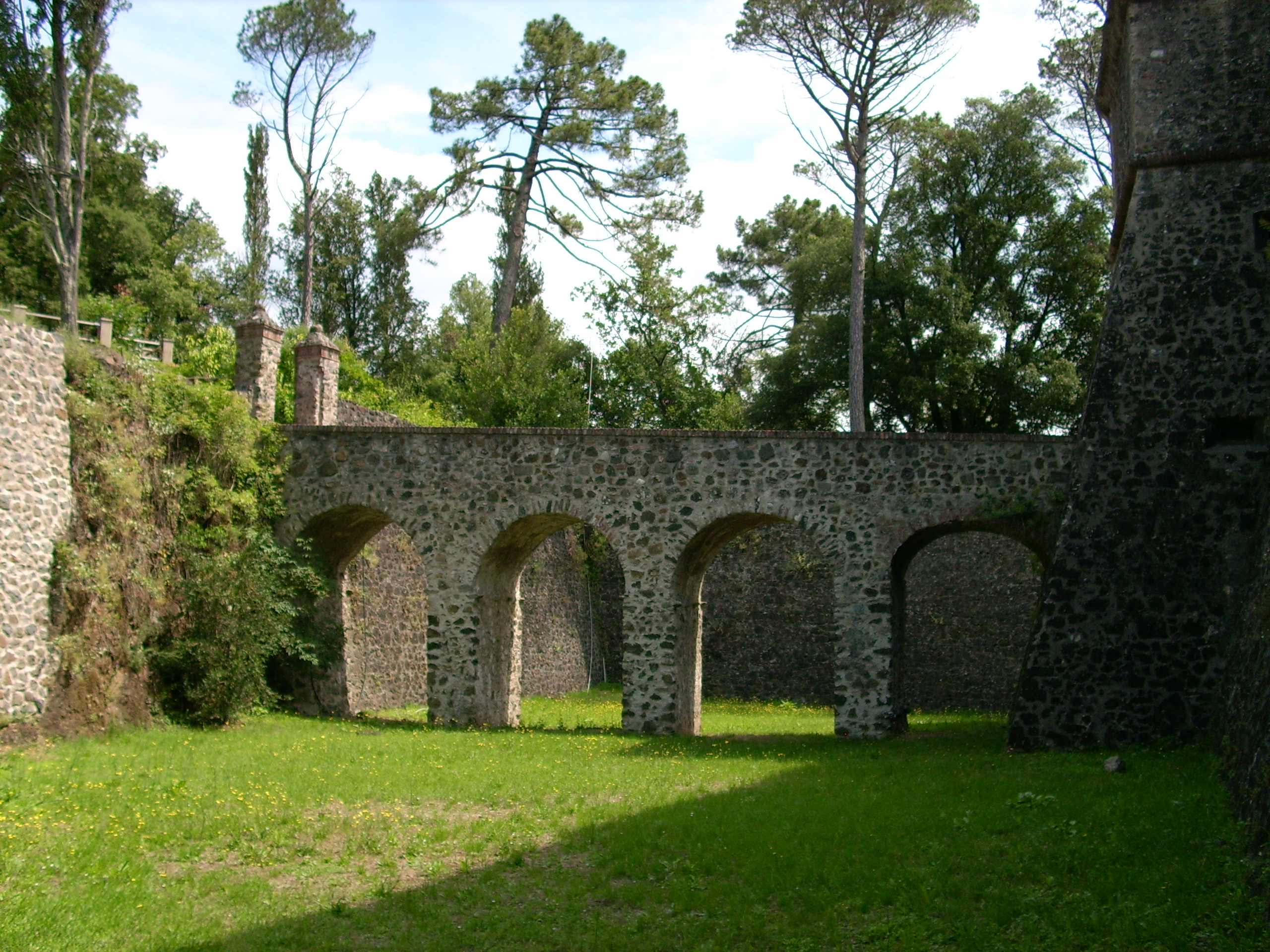
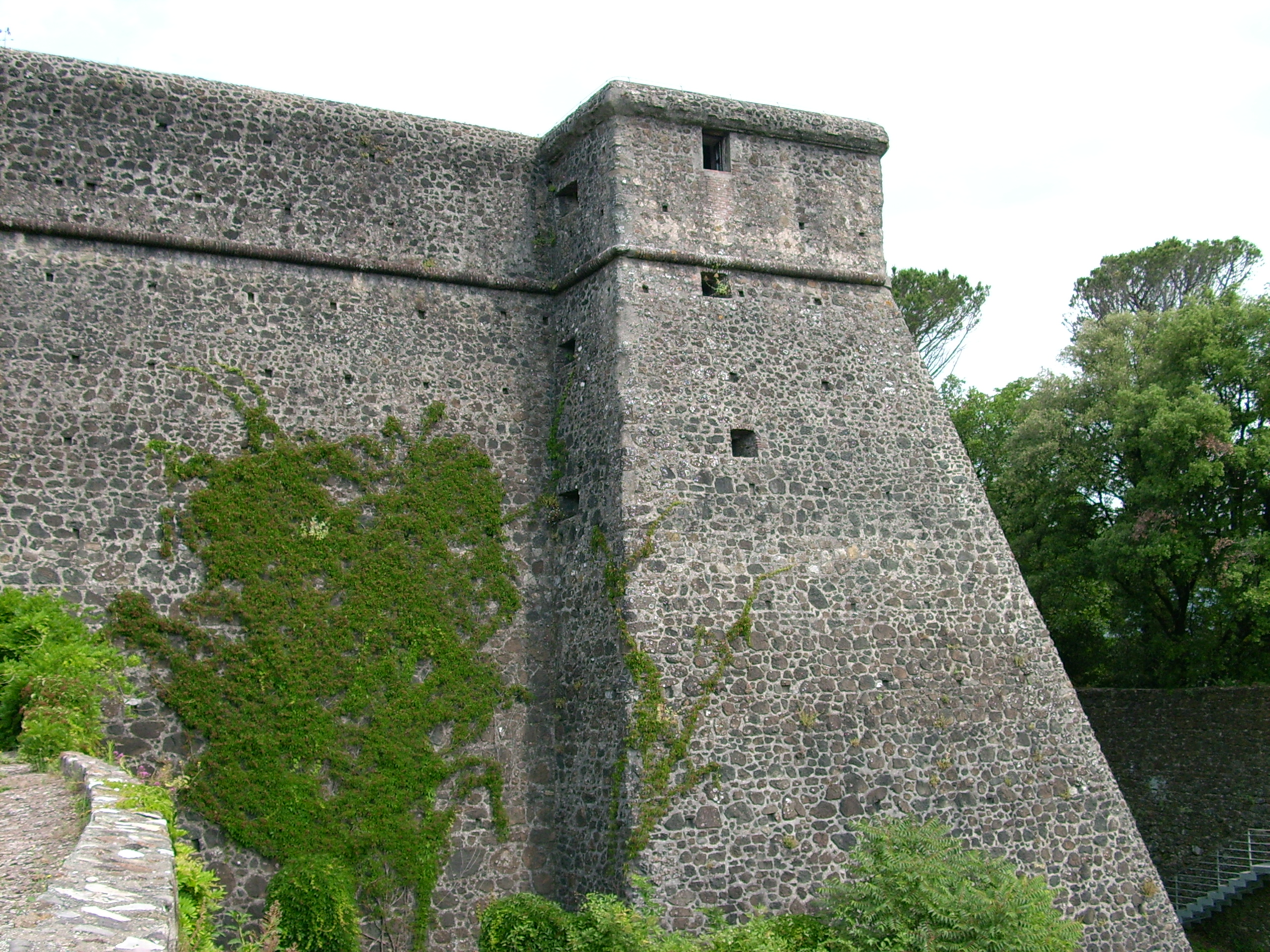